# Рьё, Жан II де
Жан II де Рьё (фр. Jean II de Rieux), сеньор де Рьё и де Рошфор, барон д'Ансени (de Rochefort, baron d'Ancenis;  ок. 1342 — 1417, Рошфор-ан-Тер (Бретань) — рыцарь и полководец из знатной бретонской семьи; участник Столетней войны. За значительные услуги французскому королю Карлу VI был пожалован им в маршалы Франции королевской грамотой от 19 декабря 1397 года; этот титул в 1417 году унаследовал его сын Пьер де Рьё.

## Биография
Был сподвижником Дюгеклена.
Отличился в сражении при Роозбеке 27 ноября 1382 года, когда армия французского короля Карла VI, переправившаяся через Лис у Комина (Comines) и занявшая несколько фламандских городов, сразилась у селения Вест-Розебеке с фламандцами, потерявшими в битве около 26 тыс. человек.
В 1401 году разбил англичан в Бретани.